# Bariumkromat

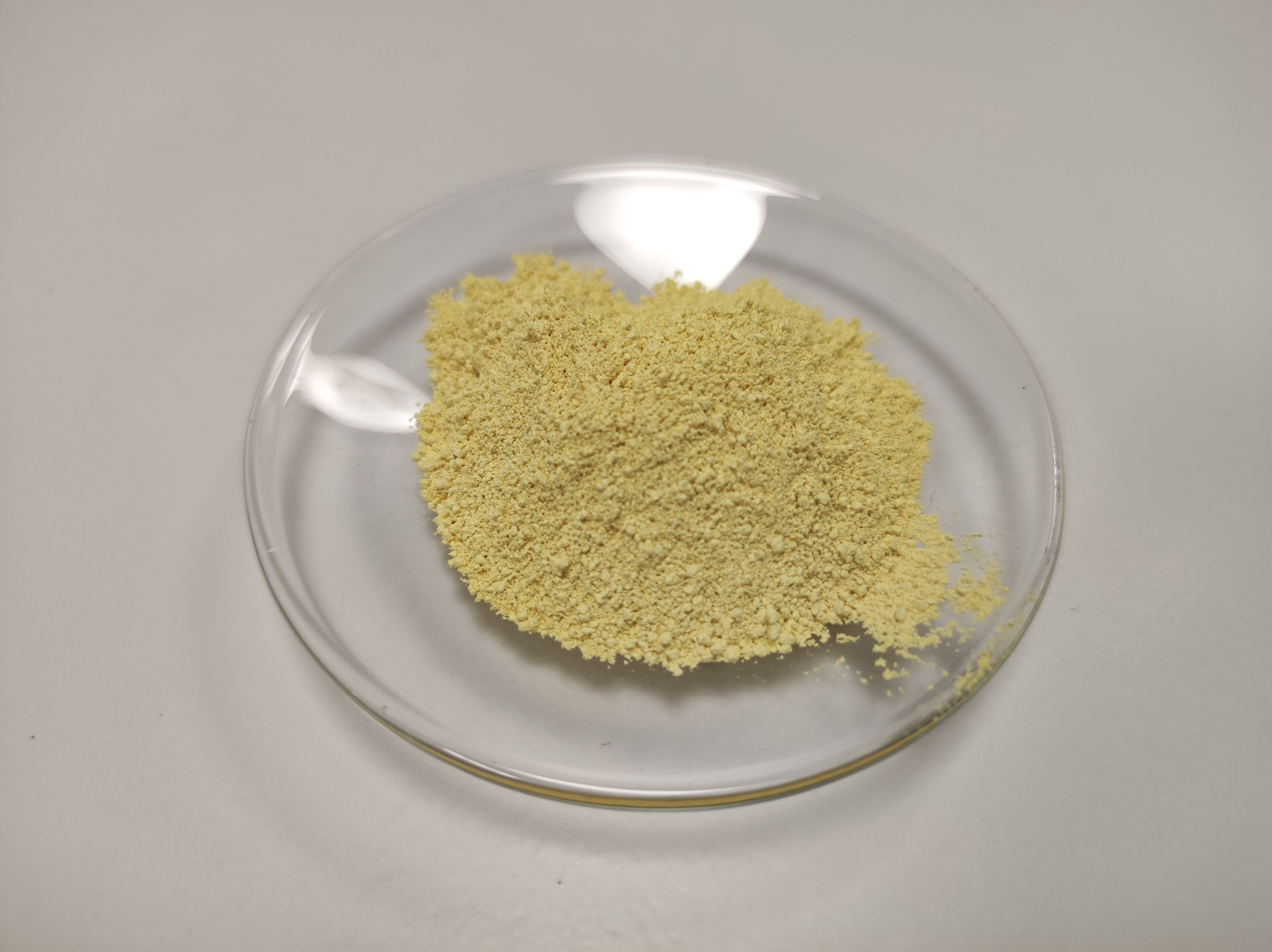
Bariumkromat.

Bariumkromat, BaCrO4, är ett salt av barium och krom. Det är ett ljusgult, mycket beständigt i vatten olösligt ämne och framställs genom fällning av en lösning av kaliumkromat med bariumklorid och tvättning av fällningen.
Det används som pigment under olika namn, bland andra barytgult. Andra handelsnamn, som dock delas med andra gula pigment, är steinbühlergult och gul ultramarin. I den internationella pigmentdatabasen Colour Index har bariumkromat beteckningen PY 31 och nummer 77103.
Barytgult hör till de så kallade kalkäkta färgerna, vilket anger att de klarar den basiska miljön hos släckt kalk och därför kan användas till målning med kalkfärg, bland annat freskomålning. Det har även stor användning inom glas- och emaljindustrin.